# Молочное (Симферопольский район)
Моло́чное (укр. Молочне, крымскотат. Moloçnoye, Молочное) — село в Симферопольском районе Крыма (согласно административно-территориальному делению Украины входит в состав Перовского сельского совета Автономной Республики Крым, согласно административно-территориальному делению РФ — в Перовском сельском поселении Республики Крым).

## Современное состояние
В Молочном 15 улиц и 1 переулок, площадь, занимаемая селом, по данным сельсовета на 2009 год, 44,6 гектаров, на которой в 80 дворах числилось 289 жителей.

## История
Решением Крымоблисполкома от 8 сентября 1958 года № 133 безымянному населённому пункту при центральном отделении совхоза «Южный» Перовского сельсовета присвоен статус посёлка и название Молочное (в котором село состоит всю дальнейшую историю). Указом Президиума Верховного Совета УССР «Об укрупнении сельских районов Крымской области», от 30 декабря 1962 года Симферопольский район был упразднён и посёлок присоединили к Бахчисарайскому. 1 января 1965 года, указом Президиума ВС УССР «О внесении изменений в административное районирование УССР — по Крымской области», вновь включили в состав Симферопольского. По данным переписи 1989 года в селе проживало 156 человек. С 12 февраля 1991 года село в восстановленной Крымской АССР, 26 февраля 1992 года переименованной в Автономную Республику Крым. Статус села присвоен решением Верховной Рады Крыма от 19 декабря 2007 года. С 21 марта 2014 года в составе Крыма аннексировано Россией.

## География
Село Молочное расположено примерно в 8 километрах (по шоссе) (фактически, в 800 метрах от юго-западной окраины Симферополя). Железнодорожная станция Симферополь — примерно в 2 километрах к северу, высота центра села над уровнем моря 265 м. Географически Молочное относится к верховьям долины Западного Булганака. Село Трёхпрудное — в 1 км к юго-западу.

## Население
| 2001 | 2014 |
| ---- | ---- |
| 208  | ↗330 |

### Динамика численности
- 1989 год — 156 чел.[16]
- 2001 год — 208 чел.[24]
- 2009 год — 289 чел.[9]
- 2014 год — 330 чел.[25]